# César du meilleur producteur

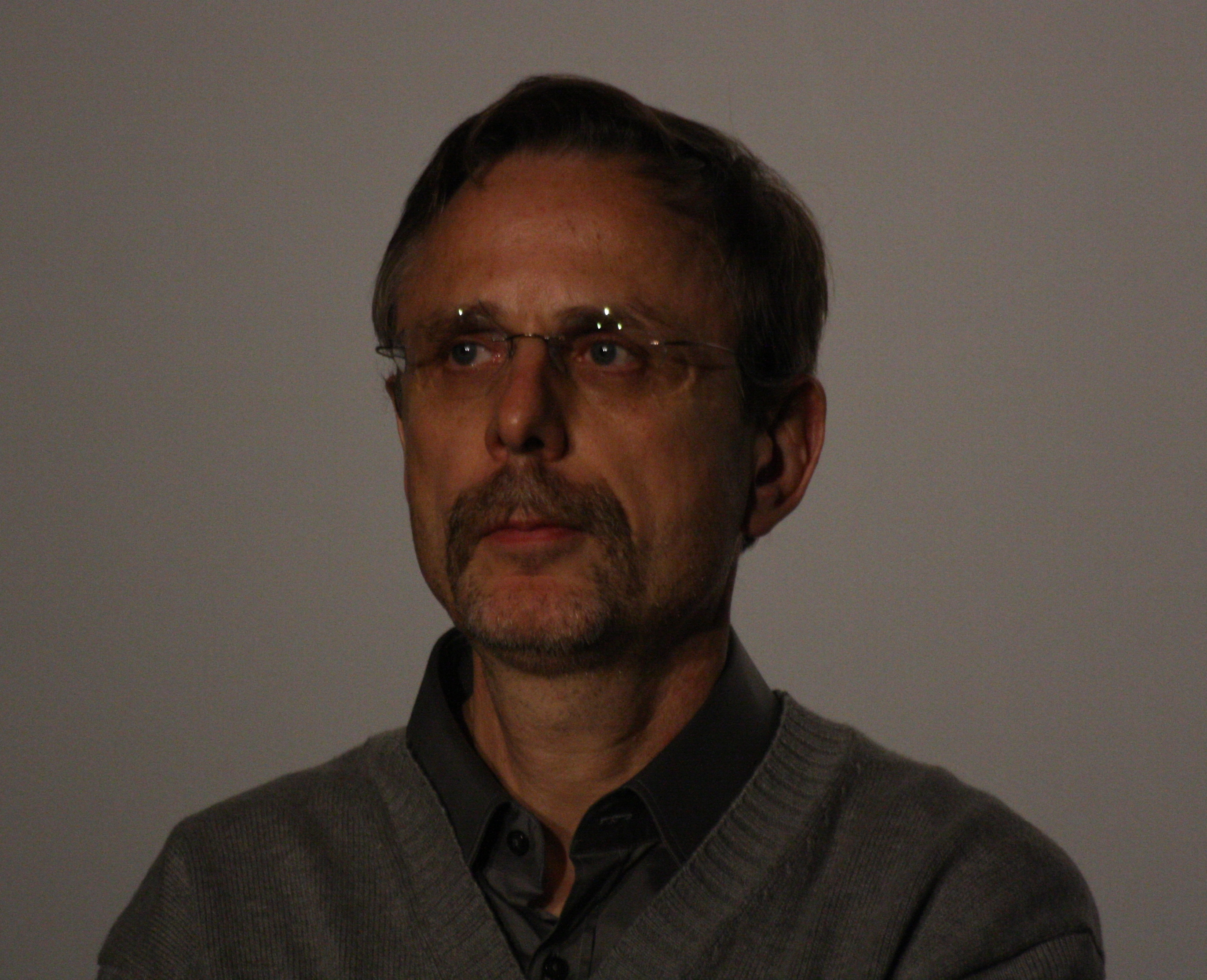
Christophe Rossignon, César du meilleur producteur en 1996 pour le film La Haine

Le César du meilleur producteur est une ancienne récompense cinématographique française décernée par l'Académie des arts et techniques du cinéma en 1996 et 1997. Décerné depuis 2008, le Prix Daniel Toscan du Plantier, attribué en marge de la cérémonie, peut être considéré comme l'héritier de ce César éphémère.

## Palmarès
Sauf indication contraire, les informations mentionnées dans cette section peuvent être confirmées par les bases de données cinématographiques  présentes dans la section « Liens externes ».
- 1996 : Christophe Rossignon pour La Haine
  - Alain Sarde pour Nelly et Monsieur Arnaud
  - Alain Terzian pour Les Anges Gardiens
  - Charles Gassot pour Le bonheur est dans le pré
  - Claude Berri pour Gazon maudit
- 1997 : Jacques Perrin pour Microcosmos
  - Charles Gassot pour Un air de famille
  - Humbert Balsan pour Y aura-t-il de la neige à Noël ?